# الرمادة (تعز)
الرمادة هي إحدى قرى جمهورية اليمن. وهي تتبع جغرافيًا لمحافظة تعز. وإداريًا لمديرية التعزية. يبلغ تعداد سكانها 2009 نسمة حسب الإحصاء الذي جرى عام 2004.